# 脱穀
脱穀（だっこく）とは、収穫した穀類（イネ、ムギ、ダイズ、アズキ、アワ、ヒエ、ゴマなど）を茎からはずすこと。イネの場合、稲扱き（いねこき）とも言う。
脱穀に続く、籾殻（もみがら）を穀粒からはずす作業を脱稃（だっぷ）と言い、米を脱稃することを特に籾摺り（もみすり）とも言う。

## 現代農法での脱穀

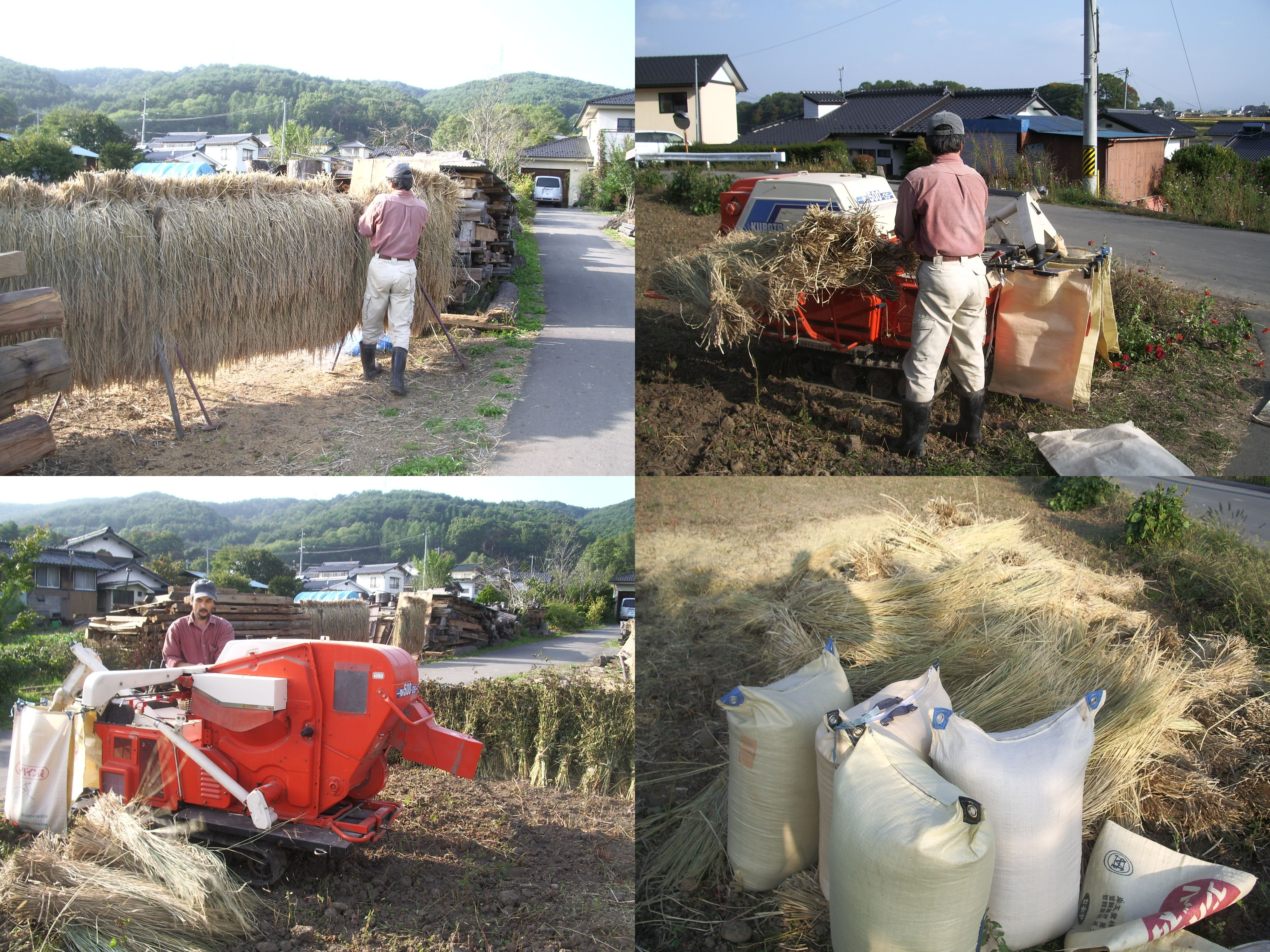
ハーベスターでの脱穀作業

イネやムギの収穫には、大きく分けて自脱型コンバインを使用する作業体系と、バインダーで刈取り・結束作業を行った後、ハーベスターで脱穀する作業体系がある。その他の穀類には普通型コンバインが使用される。
現代的な農業においては、収穫はコンバインを利用することが主流となっており、バインダー - ハーベスターの組合せはコンバインのような大型機械の導入が困難な中山間地での利用が多い。このコンバインという農業機械は刈入れから脱穀、籾殻と種の選別までを続けて実行できるので、農作業の省力化に貢献している。

## 伝統農法での脱穀

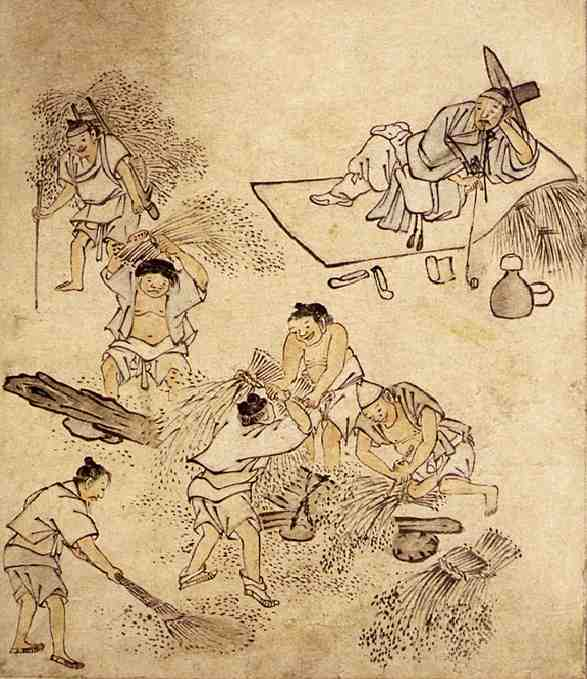
李氏朝鮮時代の脱穀風景。稲束を材木に叩きつけて籾を落とす

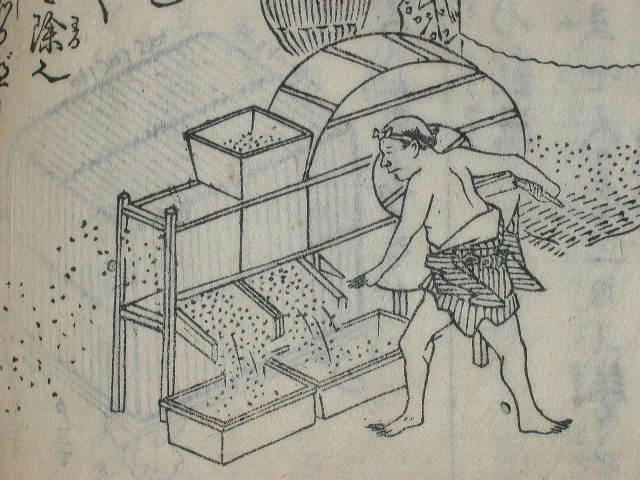
江戸時代の唐簑

農業機械の普及前の脱穀は、収穫した作物を乾燥させた後に行われた。一つの作業で脱稃も兼ねる場合もあった。
脱穀
当時使われた農具として、以下のようなものがある。
- 叩き棒 - 豆類、ムギ、アワなどに使用。二股の木の枝などを使って、筵の上に広げた収穫物を叩いて脱穀する。
- 殻竿（からざお/ からさお）、唐竿（からざお/ からさお[1]）- 豆類、ムギ、アワなどに使用。長い竿の頭に、回転する棒を数本取り付けたもの。竿を持ち、回転部を振り回す要領で収穫物を打つ。
- 扱箸（こきばし）、千歯扱き（せんばこき）- コメ、ムギなどに使用。扱箸は2本の棒の間に穂を通すことで実をしごき落とす。同様の機能をもった歯を櫛状に並べて固定した千歯扱きが江戸時代に発明されたことで、農作業の効率が向上した。

また、キビの場合など、道具を使わず、収穫した穂を足で踏んで脱穀することもあった。
脱稃
- 臼
- 籾摺り機
- 箕（み）、唐箕（とうみ） - 籾すり後、籾殻と種を選別する。